# Hoplopholcus minous
Hoplopholcus minous är en spindelart som beskrevs av Senglet 1971. Hoplopholcus minous ingår i släktet Hoplopholcus och familjen dallerspindlar. Inga underarter finns listade i Catalogue of Life.